# Portal internetowy
Portal internetowy – witryna internetowa zawierająca usługi stanowiące „bramę” do Internetu.
Serwis informacyjny zazwyczaj poszerzony jest o różnorodne funkcje internetowe. Portale często oferują darmowe usługi, np. pocztę elektroniczną, czy hosting.
Portal udostępnia informacje będące przedmiotem zainteresowania szerokiego grona odbiorców. Jako przykładową treść można podać: dział aktualnych wiadomości, prognoza pogody, katalog stron WWW, czat, forum dyskusyjne. Zawiera mechanizmy wyszukiwania informacji w nim samym lub w zewnętrznych zasobach Internetu (wyszukiwarki internetowe). W intencji twórców portali jest zachęcanie użytkowników do ustawienia adresu portalu jako strony startowej w przeglądarce WWW.

## Techniki stosowane w portalach
Wśród technik stosowanych w portalu internetowym wyróżnia się:
- personalizację,
- wyszukiwanie,
- powiadamianie,
- współpracę,
- autoryzację zadań,
- aplikację,
- infrastrukturę,
- integrację.

## Rodzaje portali internetowych
- Portale horyzontalne – przedstawiają tematykę o najszerszym zakresie. Jego celem jest wygenerowanie jak największej liczby wyświetleń reklam.
- Wortal, portal wertykalny, portal tematyczny (ang. vertical portal) – portal wyspecjalizowany, publikujący informacje z jednej dziedziny, tematycznie do siebie zbliżone, np. dotyczące motoryzacji, muzyki, filmu, programów komputerowych. Zawartość portali tematycznych (wortali) dotyczy tylko wybranego tematu.
Nazwa wortal miała stanowić przeciwstawienie do zwykłego portalu, obejmującego szeroki zakres tematyczny (horyzontalnego), a przy okazji podkreślać wyższą jakość udostępnianych zasobów, jednak nie przyjęła się szeroko.
- Intranet – sieć wewnętrzna łącząca np. komputery w jednej firmie i jego oddziałach. Sieć taka jest potocznie znana jako LAN.
- Ekstranet – zewnętrzna sieć firmy. Pozwala na zdalny i 24-godzinny dostęp do bazy firmy.
- Portal korporacyjny – rozbudowana witryna firmy będąca połączeniem ekstranetu oraz szerokiej informacji dla klientów oraz ich usług.

## Największe portale internetowe w Polsce
- Google.com - 27,1 mln realnych użytkowników miesięcznie
- Facebook.com - 20,5 mln ru/msc
- YouTube.com - 19,2 mln ru/msc
- WP.pl - 17,4 mln ru/msc
- Onet.pl - 16,5 mln ru/msc
- Allegro, 16,0 mln ru/msc
- Interia.pl - 15,8 mln ru/msc
- Gazeta.pl - 13,1 mln ru/msc
- OLX.pl - 12,9 mln ru/msc
- Wikipedia.org - 12,4 mln ru/msc Dane pochodzą z badania Mediapanel PBI za czerwiec 2023 r.[2]